# Demirciler, Tortum
Demirciler là một xã thuộc huyện Tortum, tỉnh Erzurum, Thổ Nhĩ Kỳ. Dân số thời điểm năm 2011 là 291 người.